# Jari Litmanen
Jari Litmanen, né le 20 février 1971 à Lahti en Finlande, est un ancien footballeur international finlandais, qui jouait au poste d'attaquant et de milieu de terrain offensif. 
Meilleur buteur de la Ligue des champions 1995-1996, il est le seul joueur finlandais de l'histoire à avoir réussi pareille performance.
Il est né dans une famille de footballeurs. Son père, Olavi Litmanen, était aussi un joueur international finlandais ayant joué à Reipas. Sa mère a également joué pour Reipas au plus haut niveau féminin.
Ce milieu de terrain, attaquant de formation, est à la fois un pilier de l'équipe nationale de Finlande, mais surtout une légende dans le cœur des supporters finlandais. Il est encore à ce jour considéré comme le meilleur finlandais de tous les temps.

## Biographie

### Début de carrière
Il fut formé dans l'un des clubs de sa ville, le Reipas Lahti où il joua 4 saisons (1987 à 1990) puis partit au HJK Helsinki en 1991 et enfin au MyPa 47 Anjalankoski, l'un des plus grands clubs finlandais, où il restera une demi-saison (1992) où il fut entrainé par Harri Kampman, qui est devenu plus tard son agent. Litmanen a remporté avec MyPa la Coupe de Finlande. Au lieu d'attendre les offres qui n'arrivent pas, il décide de partir à la conquête de l'Europe. Il frappe à la porte de clubs comme Göteborg, Neuchâtel, Malmö, le PSV Eindhoven, Leeds ou le FC Barcelone. À l'issue de ces stages, il reçoit toujours des réponses négatives. C'est au moment où il croyait la partie perdue qu'il reçoit une offre du grand Ajax Amsterdam où il signa donc en juillet 1992.

### Ascension avec l'Ajax Amsterdam

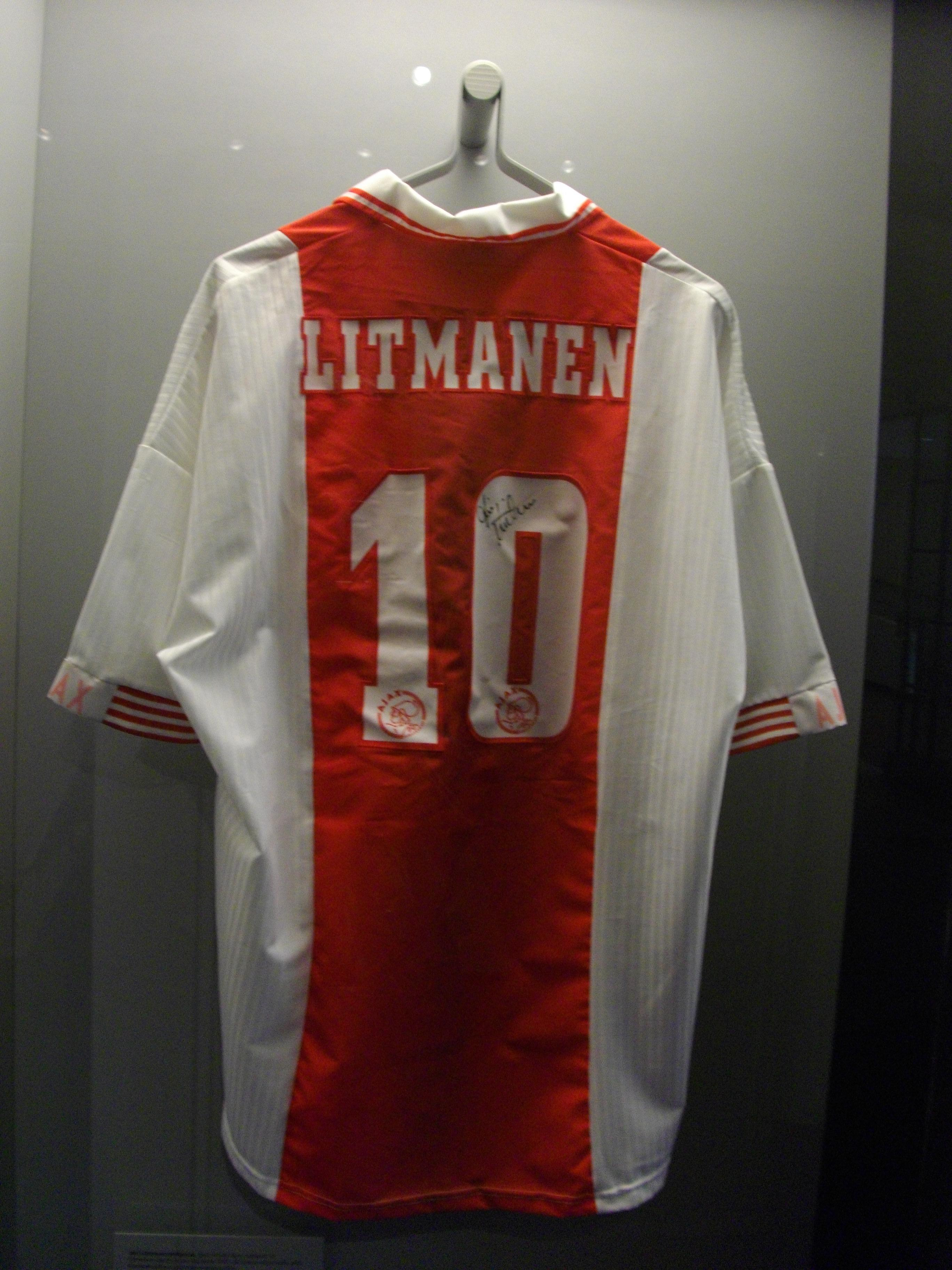
Le numéro 10 emblématique de Jari Litmanen

Litmanen signe pour l'Ajax Amsterdam où il passera 7 saisons (1992-1999). 
Il est lors de sa première saison dans l'Eredivisie dans l'ombre de Dennis Bergkamp, mais quand ce dernier quitte l'Ajax Amsterdam pour l'Inter de Milan, c'est Litmanen qui reçoit le célèbre numéro 10. Il marque 26 buts en championnat lors de la saison 1993-94 (le meilleur buteur de la ligue), et contribue grandement au titre de l'Ajax.
Joueur fétiche de Louis van Gaal, il explose au niveau européen lors de la saison 1994-1995. Le club hollandais rayonne en Ligue des champions, battant en finale le Milan AC 1-0. Bien que ce soir-là muselé toute la rencontre par Marcel Desailly, ses buts décisifs tout au long de la compétition auront grandement aidé le club hollandais à remporter la Coupe aux grandes oreilles. Il devient ainsi le premier joueur finlandais à gagner ce trophée. Il gagne ensuite la Coupe intercontinentale (contre Grêmio Porto Alegre) et la Supercoupe d'Europe (contre le Real Saragosse). Au sommet de sa forme, il finit troisième du Ballon d'or en 1995, après avoir terminé huitième l'année précédente. 
Lors de l'édition 1995-1996 de la Ligue des champions, Litmanen termine meilleur buteur de la compétition avec neuf buts, marquant notamment en finale contre la Juventus. Cependant, l'Ajax perd aux tirs au but (4-2). 
L'Ajax dispute l'année suivante la demi-finale de la compétition européenne, il est battu cette fois-ci par la... Juventus de Zinédine Zidane. Le match retour, perdu 1-4 par les Hollandais, où l'Ajax battu à domicile à l'aller doit prendre tous les risques, fait figure de passation de pouvoir pour le titre officieux de « meilleure équipe du monde ». L'Ajax pillé année après année de ses meilleurs éléments, n'est plus aussi rayonnant qu'il était en 1995. Las, Litmanen, Blind (retraite de joueur) et Edwin van der Sar sont les derniers "de la génération 1995" à quitter Amsterdam à la fin de la saison 1998-1999, en même temps que l'entraineur Louis van Gaal.
Litmanen aura passé sept saisons à Amsterdam, remportant quatre championnats et trois coupes. Il est le meilleur buteur du club en compétition européenne avec 24 buts en 44 matchs. Litmanen est l'un des trois joueurs présentés dans une vidéo rétrospective à l'Ajax Museum. Les deux autres joueurs sont Marco van Basten et Johan Cruyff.

### Barcelone et Liverpool: deux échecs
En 1999, à la fin de son contrat, dans le cadre de l'arrêt Bosman, qui donnera le signal du pillage de l'Ajax, il rejoint le FC Barcelone sans indemnité de transfert. Litmanen retrouve son ancien entraineur Van Gaal, ainsi que Michael Reiziger, Patrick Kluivert et Winston Bogarde. Son passage au club est, toutefois, largement altéré par les blessures, mais aussi par la présence dans l'effectif barcelonais du meneur de jeu Rivaldo. Très vite, il devient la doublure de la star brésilienne et ne joue que les matchs à faible enjeu. Son temps de jeu s'appauvrit un peu plus lorsque Van Gaal est remplacé par Lorenzo Serra Ferrer à l'été 2000.
Litmanen est finalement recruté par Gérard Houllier à Liverpool, en janvier 2001. Il ne joue que quelques matches lors de cette demi-saison, ratant notamment les trois finales disputées par le club anglais en 2001 (Cup, Coupe de la Ligue anglaise, Coupe de l'UEFA) pour cause de blessures. Sa deuxième saison à Liverpool n'est guère plus convaincante, étant cantonné à un rôle de simple remplaçant (il ne rentre par exemple pas en jeu lors de la finale de la Super Coupe d'Europe contre le Bayern de Munich). Signe de son échec, Litmanen est libéré de son contrat à la fin de la saison 2001-02.

### Retour difficile à l'Ajax
Litmanen retourne alors à l'Ajax et atteint les quarts de finale de la Ligue des champions 2002-03. 
Encore blessé une grande partie de la saison 2003-04, il y est confronté à la génération montante : Raphael van der Vaart et Zlatan Ibrahimović en tête. Une fois encore, au printemps de 2004, il est libéré par son club.

### Fin de carrière

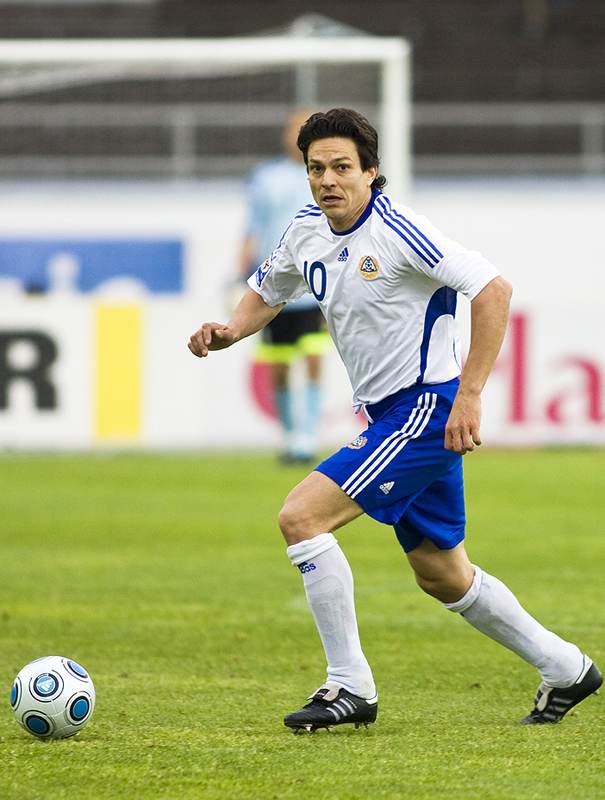
Jari Litmanen jouant dans l'équipe nationale, en 2009.

En juillet 2004, à la surprise générale, Litmanen retourne en Finlande, retour salué comme le retour du roi.
En bonne condition physique, Litmanen se laisse tenter par un retour dans un championnat de plus grande importance. En janvier 2005, Litmanen signe en Bundesliga au Hansa Rostock qui lutte pour le maintien. Au terme de la saison, Hansa Rostock est relégué. Alors que les dirigeants allemands, très satisfaits de ses prestations, lui proposent de rester, il refuse.
En juin 2005, il signe pour Malmö FF afin d'aider le club suédois à se qualifier pour la ligue des champions, Litmanen se blesse rapidement et joue peu pour ses nouvelles couleurs. Lassé par ses blessures répétées, il rompt son contrat en juillet 2007. Il signe à la surprise générale à Fulham au cours de la saison 2007-2008. Mais trop souvent blessé, il ne jouera jamais une rencontre officielle avec le club londonien.
Le 12 juillet 2008, Litmanen fait partie de l'équipe du reste du monde qui affronte France 98 pour fêter les dix ans de la victoire de la France contre le Brésil en Coupe du monde 1998.
En août 2008, Litmanen revient en Veikkausliiga pour jouer avec le FC Lahti. En 2010, il quitte le FC Lahti à la suite de la relégation du club en 2e division.
Le 21 avril 2011, il s'engage pour six mois avec le HJK Helsinki. Le 24 septembre 2011, il remporte la coupe de Finlande et devient quelques semaines après, champion de Finlande, réalisant ainsi le doublé.

## Carrière internationale
Jari Litmanen a fait ses débuts le 22 octobre 1989 contre Trinité-et-Tobago, et a marqué son premier but le 16 mai 1991 contre Malte. Le fait que la Finlande ne se soit jamais qualifiée pour un grand tournoi l'a aussi empêché de prouver son talent en compétition internationale. Litmanen est le capitaine de la Finlande depuis 1996, et il a été le cœur et l'âme de l'équipe pendant plus d'une décennie maintenant. 
Litmanen a joué son centième match le 25 janvier 2006 contre la Corée du Sud. Il détient maintenant le record du nombre de sélections de la Finlande, et c'est l'un des cinq Finlandais à avoir atteint les 100 capes, avec Teemu Pukki (110), Jonathan Johansson (106), Sami Hyypia (106), et Ari Hjelm (100). Litmanen est également le deuxième meilleur buteur de la Finlande  derrière Teemu Pukki avec 32 buts, le dernier le 17 novembre 2010 contre Saint Marin. Il est devenu par la même occasion, à 39 ans et 270 jours, le plus vieux buteur de l'histoire des qualifications du Championnat d'Europe des Nations. 

## Vie personnelle
- Litmanen est devenu père en novembre 2005 lorsque sa petite amie Ly Jürgenson a donné naissance à un fils.
- Martti Servo et Napander ont composé une chanson pour Jari Litmanen appelée Hitti-Litti Litmanen.

## Palmarès

### En club
- Vainqueur de la Coupe Intercontinentale en 1995 avec l'Ajax Amsterdam
- Vainqueur de la Supercoupe d'Europe en 1995 avec l'Ajax Amsterdam
- Vainqueur de la Ligue des Champions en 1995 avec l'Ajax Amsterdam
- Champion des Pays-Bas en 1994, 1995, 1996, 1998 et 2004 avec l'Ajax Amsterdam
- Champion de Finlande en 2011 avec le HJK Helsinki
- Vainqueur de la Coupe de Finlande en 1992 avec MyPa-47 et en 2011 avec le HJK Helsinki
- Vainqueur de la Coupe des Pays-Bas en 1993, 1998 et 1999 avec l'Ajax Amsterdam
- Vainqueur de la Supercoupe des Pays-Bas en 1993, 1994 et 1995 avec l'Ajax Amsterdam
- Finaliste de la Ligue des Champions en 1996 avec l'Ajax Amsterdam
- Finaliste de la Supercoupe d'Espagne en 1999 avec le FC Barcelone

### Distinctions individuelles
- Recordman de sélections avec 137 matches avec l'équipe de Finlande
- Deuxième meilleur buteur de l'histoire de l'équipe de Finlande avec 32 buts
- Meilleur buteur du championnat des Pays-Bas en 1995 (26 buts)
- Meilleur buteur de la Ligue des Champions en 1996 (9 buts)
- Élu meilleur joueur du championnat des Pays-Bas en 1993
- Élu meilleur joueur finlandais en 1990, 1992, 1993, 1994, 1995, 1996, 1997, 1998 et 2000
- Élu meilleur sportif finlandais en 1995
- Membre des Joueurs en or de l'UEFA en 2004
- 3e du Ballon d'Or en 1995
- 8e du Ballon d'Or en 1994